# Magergöl (Vena socken, Småland)
Magergöl är en sjö i Hultsfreds kommun i Småland och ingår i Viråns huvudavrinningsområde.